# アルベロベッロのトゥルッリ
アルベロベッロのトゥルッリとは、イタリア南部のアルベロベッロに存在するユネスコの世界遺産登録物件名である。1996年に「ID 787」で登録された。この地方の伝統的な家屋の「トゥルッリ」と呼ばれる建物群が、登録対象である。

## 登録の背景
南イタリアのプーリア州の町、アルベロベッロ内のアイア・ピッコラ地区とモンティ地区の2つの地区が、世界遺産登録地区である、両地区に合わせて1500軒あまりのトゥルッロが存在する。白壁に円錐形の石積み屋根を載せた「トゥルッロ（イタリア語: trullo）」が集まった「トゥルッリ（イタリア語: trulli）」が、多数建ち並んで市街地を構成した景観を、アルベロベッロでは残してきた。アルベロベッロのトゥルッリは、開拓農民によって16世紀の半ばからの約100年間に多く建設された。建材としては、主に石灰岩が用いられ、表面仕上げに漆喰が塗られた。
この地方においてトゥルッリは広く見られた建築であり、例えば20世紀前半までならばヴィッラ・カステッリの旧市街にはトゥルッリが立ち並んでいた。しかし、やがてそうした景観は失われていった。アルベロベッロでも19世紀以降は、トゥルッリの新築は急速に無くなっていった。それでも、アルベロベッロには多くのトゥルッリが残り、世界遺産として登録される前の20世紀後半には、すでに観光地として知られていた。そうした中で、1996年に「アルベロベッロのトゥルッリ」が世界遺産として登録された。アルベロベッロには多数のトゥルッリが現存して市街を形成しているだけでなく、現役の建物として住居や店舗などの用途で実用されており、貴重な景観を維持している。

## 特徴

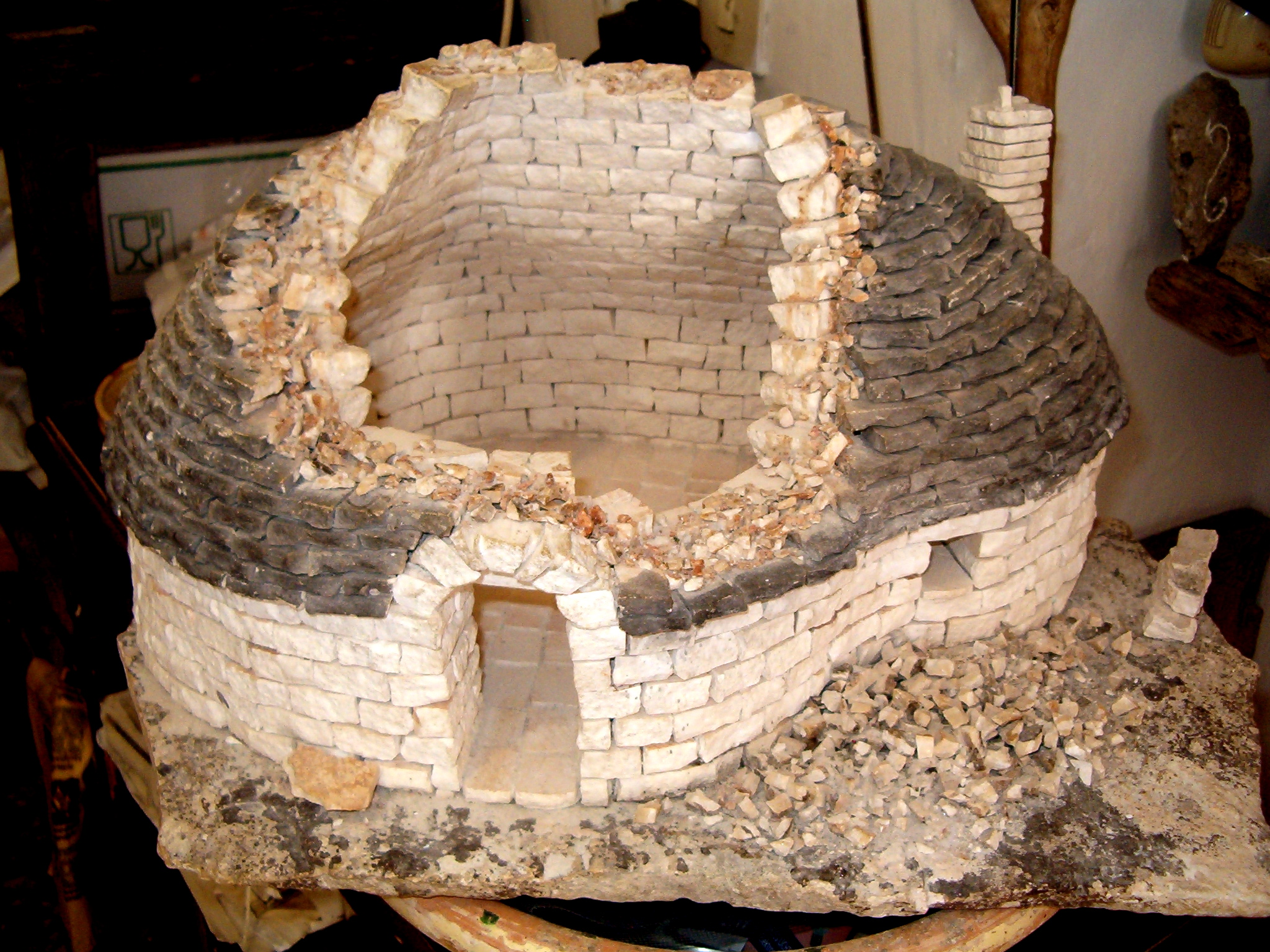
トゥルッロの構造を示す模型。

### 家屋
トゥルッロの主要な建材は、石灰岩である。この地方の地質も石灰岩質であり、アルベロベッロ付近では先史時代から石灰岩を住居の建材として用いる方法が発展してきた。トゥルッロも、ここに住む農民達にとって入手し易い材料で作られた。伝統的な工法では、石材の間にモルタルなどの接合剤を使わない。伝統的には、石灰岩の切石を積み上げる乾式石積み工法で建設される。ただし、このような簡易な工法で作られるものの、建物の表面には漆喰を塗って仕上げる。こうして塗られた白い漆喰は外気を遮断しつつ、白い壁が室内の明るさを保つのに役立つ。内壁と外壁の間に詰められた土砂は、天水を濾過しながら地下水槽に導くなど、気候風土に適した工夫が盛り込まれて発展してきた。
ところでトゥルッロには、そもそも「部屋1つ屋根1つ」という意味も有り、その意味の通り、基本的には、1つの部屋の上に、1つの屋根が有るという構造をしている。建物内部に玄関や廊下は無く、扉を開けると直接部屋に通じる。ただし例外も存在する。例えば部屋が1つではない事例として、大規模なトゥルッロの中には2階建ての物も有り、2階の床と階段は木で作られている。なお、上部程に細くなる特徴的な形状の屋根も、石灰岩の切石を積み上げて作る。屋根には、しばしば石灰で神話的・宗教的シンボルが描かれる。

### 市街地の様子

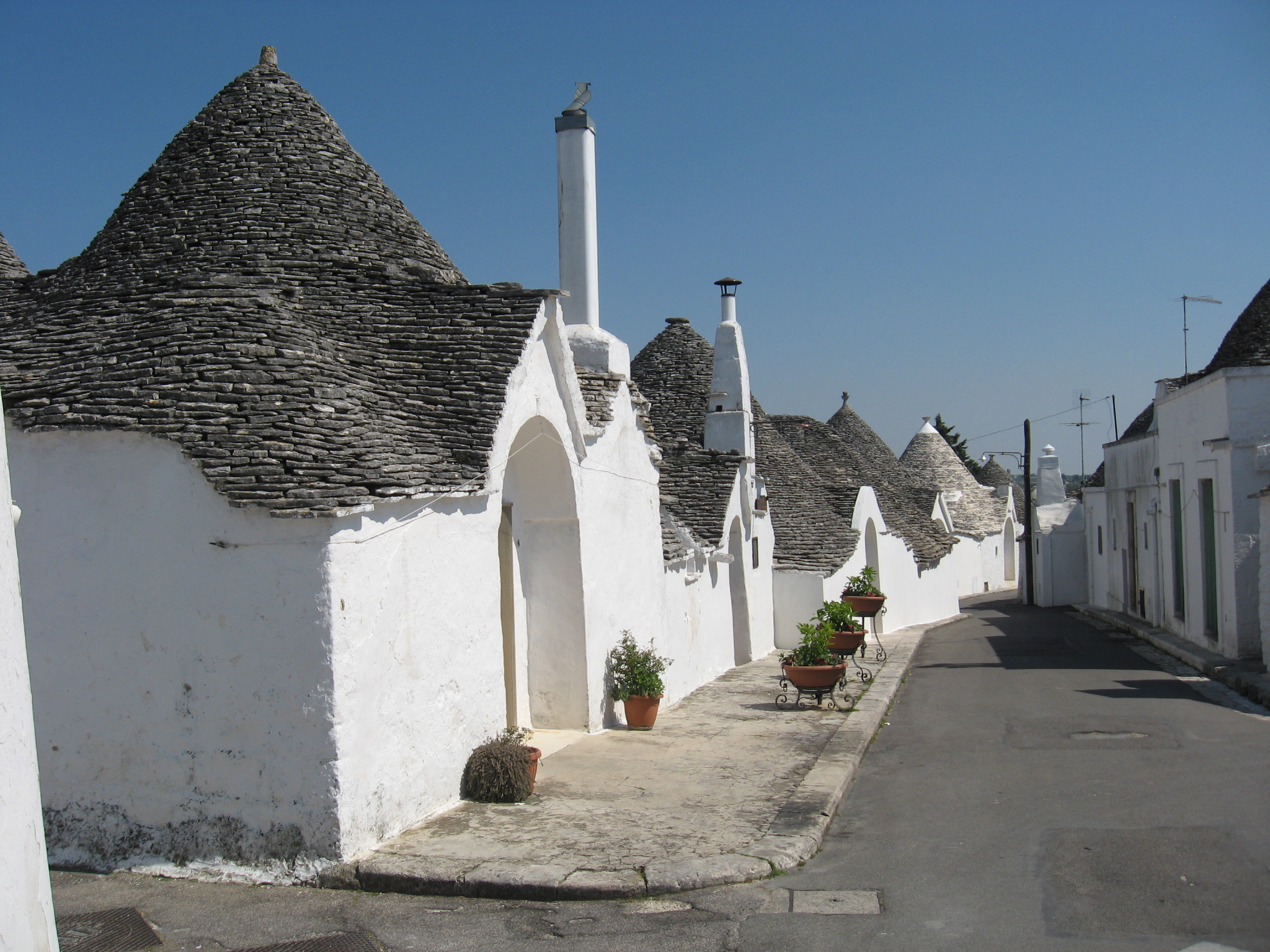
アイア・ピッコラ地区

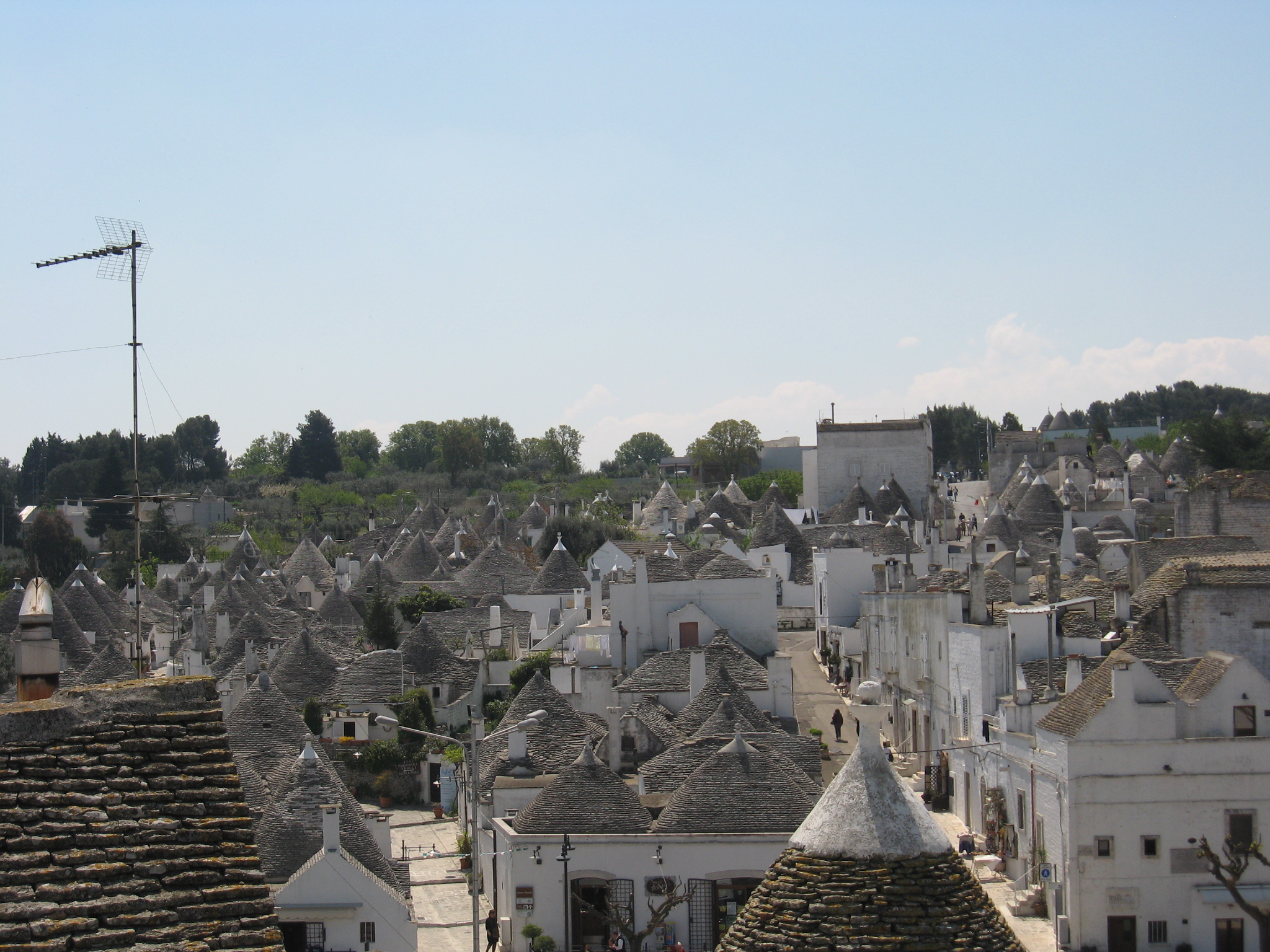
モンティ地区

トゥルッロが複数集まった「トゥルッリ」の、とんがり屋根がひしめき合う町の景観は、しばしば「小人が集まったような」とか「おとぎの国のような」という形容で語られる。
ユネスコによると、アイア・ピッコラ地区（Aia Piccola）に1030軒、モンティ地区（Monti、「リオーネ・モンテ地区」とも）には590軒のトゥルッロが現存する。丘の斜面に位置するアイア・ピッコラ地区（6ヘクタール）は、観光地化しており土産物店などが立ち並ぶ。モンティ地区に占めるトゥルッリの密度はアイア・ピッコラに比べると低いものの、住宅街として生活が営まれている。

## 歴史
アルベロベッロの位置するイトリア地方 (it:Valle d'Itria) では、先史時代から石灰岩を住居の建材として用いる方法が発展してきた。ソロス（tholos）と呼ばれるドーム型の墓が作られてきた事とも関連が指摘される。
14世紀半ばにターラント公ロベルト (Robert, Prince of Taranto) が、この地方の領主権をコンヴェルサーノ伯に与えた際に、現在のアルベロベッロの付近は「無人の土地」と記録されている。以後、この地域はコンヴェルサーノ伯の荘園となり、領内の他の地域から農民が移されたと考えられる。16世紀半ばの記録によれば、モンティ地区には40軒のトゥルッリが存在した。
17世紀前半、この地の領主はコンヴェルサーノ伯ジャンジローラモ2世 (it:Giangirolamo II Acquaviva d'Aragona) であった。ジャンジローラモ2世はナポリ王国の名門貴族であるアックアヴィーヴァ家の出身であり、父祖からコンヴェルサーノ伯の地位を受け継いだ。1620年にジャンジローラモ2世は、この地に製粉所、パン屋、宿屋を建てさせ、町の拡大が始まった。
農民の家は解体し易いように、簡易に建設する事が領主によって命じられていたという。理由としては2つ挙げられ、1つは反抗的な農民を懲罰するためであり、もう1つは課税対策であった。領主はナポリ王国に対して家屋に応じた税を納めねばならなかった。このため、解体し易く、再建もし易いような構造にしたという。ナポリ王国の徴税官による1644年の報告書には、徴税を妨害するための家屋解体が行われた旨が記載されている。ただし史料調査・比較調査の結果としては、農村の統制のための懲罰の手段とする事が、この措置の主目的だったようである。
1797年5月27日に住民達の運動により、ブルボン家のナポリ王フェルディナンド4世は、この村をアックアヴィーヴァ家の封建支配から解放した。17世紀から続くアルベロベッロの守護聖人の祭りでは、住民達は自ら町を治める権利を勝ち取った事実が記念されている。

## 観光

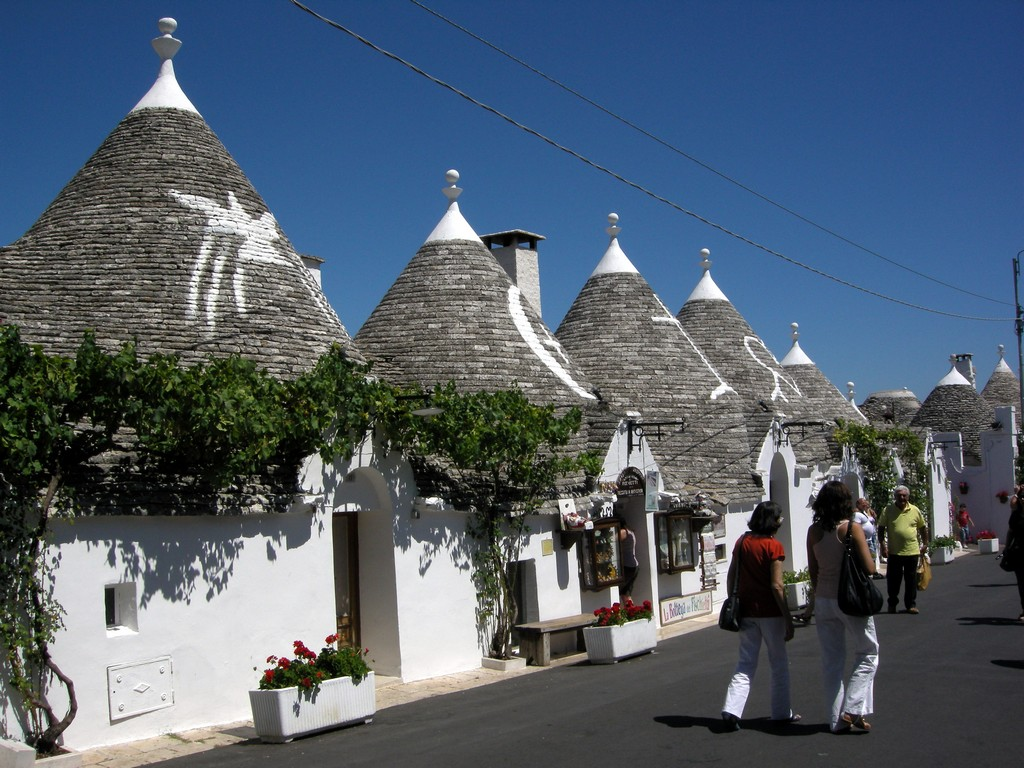
観光街

世界中から年間100万人以上の観光客が訪れる。通りにはトゥルッリを利用した店が立ち並んでいる。

## 登録基準
この世界遺産は世界遺産登録基準のうち、以下の条件を満たし、登録された（以下の基準は世界遺産センター公表の登録基準からの翻訳、引用である）。
- (3) 現存するまたは消滅した文化的伝統または文明の、唯一のまたは少なくとも稀な証拠。
- (4) 人類の歴史上重要な時代を例証する建築様式、建築物群、技術の集積または景観の優れた例。
- (5) ある文化（または複数の文化）を代表する伝統的集落、あるいは陸上ないし海上利用の際立った例。もしくは特に不可逆的な変化の中で存続が危ぶまれている人と環境の関わりあいの際立った例。